# Tomba di Altendorf
La tomba di Altendorf (Tedesco: Steinkammergrab von Altendorf) fu un importante tomba megalitica sita a Altenburg, vicino a Naumburg in Assia del nord, Germania. Classificata come  galleria funebre, risale alla cultura neolitica di Wartberg. Il sito è importante nella preistoria dell'Europa centrale per l'alto numero di individui inumati, oltre 235.

## Datazione
La costruzione appartiene al ramo Assia-Westfalia della cultura di Wartberg, risale all'incirca al 3.400 a.C. e si suppone che sia il primo monumento del genere realizzato nella regione.

## Scoperta e scavi
La tomba fu scoperta casualmente, probabilmente attraverso l'attività agricola, nei primi anni del XX secolo. Piccoli e non professionali tentativi di scavo sembrano essere stati effettuati fino al 1926. Ci sono segnalazioni di scoperta di diversi blocchi di arenaria e di numerosi scheletri ben conservati, ma il significato del sito non fu appreso per bene. Circa quattro metri del monumento sono andati distrutti prima di uno scavo sistematico, diretto W. Giordania, che si svolse nel 1934. In generale, il contenuto della tomba si è rivelato essere molto ben conservato. La tomba è stata rimossa in tutti i suoi elementi dopo lo scavo, ma alcuni reperti e l'ingresso in pietra sono in mostra a Wolfhagen (vedi sotto).

## Architettura del monumento
La tomba, orientata da est-sud-est a ovest-nord-ovest, fu costruita in una fossa rettangolare di 17 x 3 metri, con un ingresso a rampa a est. Le lastre che formano le  pareti sono state collocate nelle trincee di fondazione lungo i bordi del fondo della buca. Le lastre di pietra arenaria sono lunghe fino a 1,8 metri e 0,45 metri larghe. La loro altezza originale non è conosciuta con esattezza, perché le lastre superstiti erano state spezzate in cima dall'attività agricola, quelle pervenute raggiungono un'altezza di novanta centimetri. Tutte le lastre sono leggermente inclinate verso l'interno, ma non è chiaro se questo fatto sia stato intenzionale. Anche se solo 9 pietre sono sopravvissute, in origine dovevano essere circa 33 (15 su ogni lato, 1 a ovest e 2 presso l'ingresso est). All'ingresso le pareti laterali si protendono per circa 1,2 metri al di là del limite della camera, formando una caratteristica anta che racchiude una piccola anticamera. La camera principale era separata dall'anticamera tramite due lastre con un foro ovoidale nel centro di 35 centimetri di diametro, simile ai fori presenti nelle sepolture della tomba di Lohra, tomba di Züschen e di Bad Vilbel. Non è ancora chiaro se la tomba venne ricoperta; una singola lastra trovata all'interno potrebbe appartenere ad un tetto di pietra, ma la presenza di una fitta quantità di calcare, basalto, lastre di quarzite e molto carbone, posti al di sopra dei depositi nella tomba, potrebbe rappresentare i resti di un tetto in legno crollato, forse coperto da un tumulo artificiale. Ancora non si è individuato il modo in cui la sepoltura fu riempita di resti umani man mano nel tempo, date le dimensioni del foro sulle lastre di ingresso, non è possibile ipotizzare un suo utilizzo per questo scopo.

## Interno della tomba
Nell'anticamera venne rinvenuta una lama ottenuta dalla spalla di un bovino, giacente sul pavimento in terra pressata. Anche il pavimento della tomba vera e propria era in terra battuta, ma qua e là era stato coperto con lastre di pietra calcarea. Tali lastre si sono rinvenute vicino al fondo e a tumulazioni di gruppo. Occasionalmente le lastre delimitavano piccole aree, una delle quali conteneva cinque teschi di bambini. I morti furono deposti nel sepolcro nel corso del tempo, forse in diversi secoli. Ci sono fino a 4 livelli di sepoltura, separati da strati di terra, pietre, carbone e legno marcio, forse i resti di coperture intermedie o ripiani. Le deposizioni più recenti spesso danneggiarono o spostarono i resti più antichi. Sono stati rinvenuti scheletri completi e frammentati, mucchi di teschi (vicino alle mura) e pile ordinate di altre ossa; tutto ciò indica una riorganizzazione dei resti, dopo che il decadimento della carne aveva avuto luogo. Sembra che a quel punto le ossa erano spesso ordinate in base al tipo. I teschi sono stati spesso impilati o ammicchiati in piramidi. 30 teschi sono stati posti in una fila lungo la parete sinistra. Di 8 scheletri completi, solo 2 conservavano il cranio. Per quanto è stato possibile determinare, tutti i corpi sono stati tumulati in parallelo alla tomba, con la testa rivolta verso est. Alcune deposizioni hanno sicuramente rivestito un ruolo molto importante, come quella di un anziano il cui corredo funebre era composto da cinque mascelle di volpe, una freccia, una conchiglia marina fossilizzata e diversi denti di cane forati. Una donna di oltre 40 anni di età è stata rinvenuta con una mascella di volpe, 20 denti di cane forati e alcune ossa di bambino cremato. La presenza di resti umani bruciati è insolita nelle tombe della Cultura di Wartberg, con l'eccezione della tomba di Lohra.

## Analisi antropologiche
Le ossa indicato un minimo di 235-250 persone sepolte. Durante un primo tentativo di studio antropologico furono determinati il loro sesso e la loro età che si possono così suddividere:
- età 0-7: 23 individui.
- età 7-14: 20 individui.
- età 18-22: 10 individui.
- età 22-50: 169 individui.
- età 50+  : 13 individui.

Fu possibile individuare il sesso di 115 inumati, suddivisi in 15 maschi e 40 donne. L'altezza media maschile si aggirava intorno ai 160 centimetri; numerosi teschi hanno messo in risalto gravi problemi alla dentatura. Alcune ossa hanno segni di lesioni risanate. Non è chiaro se le ossa rappresentano l'intera popolazione di un villaggio, o una selezione. In entrambi i casi, essi devono rappresentare più generazioni.

## Ritrovamenti

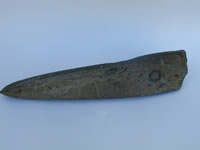
Ascia di pietra rinvenuta nel monumento.

### Ceramica
I ritrovamenti di vasellame sono stati numerosi, ma quasi tutti frammentati. Non è chiaro se sono stati rotti prima della deposizione o come risultato delle varie inumazioni e sistemazioni che il sito ha visto. Non è stato individuato nessun rapporto tra le ceramiche e i vari scheletri.
Tra i reperti sono da notare due bottiglie a colletto proprie della Cultura di Wartberg, un grande vaso di forma globulare con delle alette, alcune coppe decorate con motivi a corda, alcune brocce e una coppa con manici.

### Attrezzi in pietra
È stata rinvenuta una copiosa quantità di strumenti di pietra tra cui asce trapezoidali, 17 punte di freccia in selce e ardesia, 16 lame in selce e 7 in ardesia, due raschietti in selce, 1 pezzo di Calcedonio e più di 40 frammenti si selce lavorata.

### Ossa lavorate
Tra gli strumenti in osso troviamo un amo in corno di cervo, un coltello di cinghiale, cinque scalpelli lunghi fino a 18 centimetri, cinque punteruoli e uno strumento realizzato con le ossa cave degli uccelli.

### Denti di mammifero e mandibole
Altro materiale realizzato in osso probabilmente aveva una funzione decorativa (gioielli) o totemica. Tra questi un tallone di cervo e 119 denti forati di cui uno di vitello e tutti gli altri di cane; questi sono stati spesso rinvenuti in gruppo, probabilmente utilizzati in collane. Molto comuni, 66 in totale, sono le mandibole di mammifero tra cui 47 di volpe, 5 di cane, 7 di gatto selvatico, 2 di gatto domestico, 2 di puzzola, 1 di riccio e una di maialino. Tuttavia l'identificazione del gatto domestico può essere erronea, in quanto l'arrivo di questa specie in Europa centrale è di norma posto circa 3.000 anni più tardi. Solo una mascella sembra essere stata lavorata, ma alcune sembrano per lo meno ripulite. La maggior parte delle mandibole hanno ancora i canini, ma questi non sono la principale fonte di denti ritrovati. La presenza di tante mandibole è sorprendente, ma non è chiaramente compresa. Esse sono numerose anche in altri siti appartenenti alla Cultura di Wartberg.

### Altri ritrovamenti
Sono stati ritrovati due dischi in argilla, pezzi di corna di cervo, tre sfere di ambra (probabilmente importata dal Baltico), un pendente in pietra, due conchiglie fossili forate e una spirale di rame, il tutto associato ad un cranio di bambino.

### Ossa non lavorate
Un gran numero di ossa non lavorate appartenevano a diversi animali tra cui cervo, bovini, cinghiale, cane, volpe, gatto, lepre, puzzola e furetto. Alcuni dei resti potrebbero essere finiti nel sepolcro in maniera accidentale o per deposizione naturale dopo l'abbandono del sito. Due interi scheletri di cane potrebbero essere stati deliberatamente sepolti.

## Esposizione
Le pietre di ingresso, le mandibole e i vari reperti rinvenuti possono essere visitati presso il museo di Wolfhagen (Regionalmuseum Wolfhager Land). I rimanenti reperti sono al museo statale di Kassel.